# Karl von Horn (Verwaltungsbeamter, 1833)
Karl Heinrich Ludwig Horn, seit 1865 von Horn (* 24. Oktober 1833 in Halberstadt; † 7. Oktober 1911 in Göttingen) war ein preußischer Verwaltungsbeamter. Er war zuletzt Regierungspräsident des Regierungsbezirks Marienwerder.

## Leben
Karl von Horn war der Sohn des am 28. Dezember 1865 in den preußischen Adelsstand erhobenen Geheimen Obermedizinalrats Wilhelm Horn. Horn war 1860 Gerichtsassessor in Berlin und seit 1866 Regierungsassessor in Potsdam. Im Jahr 1869 wurde er Amtmann in Uslar. Im selben Jahr heiratete er am 9. Oktober 1869 in Potsdam Elisabeth Wald (* 9. November 1848 in Berlin; † 1. Juli 1932 in Göttingen). Seit 1873 war Horn Kreis- und Amtshauptmann im Amt Hoya. Er amtierte ab 1877 als Landrat im Kreis Steinfurt (1816–1974). Horn wechselte 1881 als Regierungsrat nach Königsberg. Im Jahr 1884 wurde er zum Oberregierungsrat in Magdeburg ernannt. Seit 1888 war er Geheimer Regierungsrat im preußischen Ministerium des Innern. Zwischen 1891 und 1901 amtierte er als Regierungspräsident in Marienwerder. 
1911 starb er als Regierungspräsident a. D. und Ehrenritter des Johanniterordens.
Er war ein Neffe des gleichnamigen Oberpräsidenten Karl von Horn (1807–1889).